# دومی ریچاردسون
دومی ریچاردسون (انگلیسی: Domi Richardson؛ زادهٔ ۱۸ اکتبر ۱۹۹۲) بازیکن فوتبال اهل ایالات متحده آمریکا است.
از باشگاه‌هایی که در آن بازی کرده‌است می‌توان به اف سی کانزاس سیتی، اسکای بلو اف‌سی، و هیوستون دش اشاره کرد.
وی همچنین در تیم ملی فوتبال United States U20 بازی کرده‌است.